# Menjamel barbacurt
El menjamel barbacurt (Melionyx nouhuysi) és un ocell de la família dels melifàgids (Meliphagidae).

## Hàbitat i distribució
Viu als clars del bosc i arbusts de les muntanyes de l'oest de Nova Guinea.